# Greger Olsson köper en bil
Greger Olsson köper en bil är en svensk kortfilm från 1990 i regi av Björn Runge. I rollerna ses bland andra Viktor Friberg, Anna Bjelkerud och Sten Ljunggren.

## Handling
Greger Olsson väntar barn tillsammans med Kari. Hon vill att de ska köpa barnvagn, men Greger har andra planer. Till att börja med köper han en bil.

## Rollista
- Viktor Friberg – Greger Olsson
- Anna Bjelkerud – Karin Olsson
- Sten Ljunggren – Walter
- Åke Hellman – dragspelare
- Göran Engman – Sveriger
- Barbro Oborg – Ingegärd
- Diana Kjaer – bilförsäljare

## Om filmen
Filmen producerades av Jimmy Karlsson för Panther Film AB, Garantinämnden för kort- och barnfilm och Sveriges Television AB. Manus skrevs av Runge och filmen fotades av Göran Hallberg. Filmen klipptes av Lena Dahlberg-Runge och premiärvisades den 4 februari 1990 på Göteborgs filmfestival. Vid en filmfestival i Grimstad belönades filmen med stora fictionpriset i klassen 30' eller mer.